# 新京法政大學
新京法政大學位于满洲国新京特別市（現中华人民共和国吉林省长春市）大同大街與磐石路交匯處，前身是司法部法學校。
1934年1月，在司法部和外交部共用的第二厅舍（今市公安局老楼）内开设，当时只是司法部人员的培训班。1934年10月，第一期公开向社会招收了50名学生。当时招收的学生资格为高中毕业生，学制3年，任课老师都是司法部的高级干部。
1935年，司法部法学校迁往大同学院北侧与中央师道训练所共用的新校舍。直到1938年1月，这所学校始终由司法部管辖。
1939年1月，在司法部学校基础上成立了新京法政大学，改由文教部管辖，主要培养司法人才。
1939年1月后，新京法政大学在原司法部法学校以西、大同大街以东、繁荣路以北的地方修建了新校舍。该校舍今为长春外国语实验学校（原“光机子弟小学”教学楼）。
新京法政大学的学生在毕业前一年要进行各种实习，所以该校毕业生实践能力很强。不过想要真正上岗，同样需要到大同学院短期培训，以“统一思想”，也需要到地方法院和检察院实习后，方能成为司法官。
满洲国灭亡后，新京法政大学自然解体，1946年10月被国民政府接收，组建了国立长春大学。目前，该校旧址尚在，在卫星图上清晰可辨。
1955年，中科院长春光机所的前身中科院长春仪器馆在此设立子弟小学。后来，该校改名为长春外国语实验学校。